# Grande-Île (Salaberry-de-Valleyfield)
Cet article concerne le quartier de la ville de Salaberry-de-Valleyfield. Pour l'île de l'archipel d'Hochelaga, voir Grande Île (Québec)
Grande-Île est un quartier de Salaberry-de-Valleyfield, dans la province canadienne de Québec.
Situé au nord-ouest de la ville, le quartier Grande-Île est situé à l'intérieur des limites de l'ancienne municipalité de Grande-Île, annexée à Salaberry-de-Valleyfield en 2002. Le quartier est majoritairement résidentiel, la zone commerciale se situant sur le boulevard Monseigneur-Langlois. La nature occupe une place importante au sein du quartier, car celui-ci longe le fleuve Saint-Laurent. On y retrouve une école primaire et 10 parcs de quartier.

## Historique
Grande-Île a été colonisé en deux endroits au début du XIXe siècle. Au nord, sont venus s'établir de jeunes familles venant des Cèdres. Au sud, se sont établis des gens de Saint-Timothée.